# Ngkeklau
Ngkeklau è un'area popolata nel sud dello stato di Ngaraard, nella Repubblica di Palau.

## Geografia fisica
L'omonimo villaggio è poco popolato -ha circa 150 abitanti- e si trova sulla costa est dello stato di Ngaraard. Vi sono numerose foreste di mangrovia, ma, in molti luoghi, si trovano spiagge e lidi sabbiosi. Ngkeklau è localizzato a circa 7,5911111 gradi di latitudine nord e 134,6366667 gradi di longitudine est. Nella zona ovest del villaggio vi sono parecchi antichi oggetti di culto, simboli dell'antichità del luogo.